# Melanoplus longicornis
Melanoplus longicornis är en insektsart som först beskrevs av Henri Saussure 1861.  Melanoplus longicornis ingår i släktet Melanoplus och familjen gräshoppor. Inga underarter finns listade i Catalogue of Life.